# ベルサイユのばら 名場面音楽集 薔薇は美しく散る
『ベルサイユのばら 名場面音楽集 薔薇は美しく散る』（ベルサイユのばら めいばめんおんがくしゅう ばらはうつくしくちる）は、テレビアニメ『ベルサイユのばら』のオリジナル・サウンドトラック・アルバムである。1980年4月21日にキティレコードから発売された。全12曲収録。

## 概要
LP盤（規格品番：MKA-7003）のみ種類がリリースされる。
馬飼野康二が全曲のBGMを手掛けた。鈴木宏子が歌うオープニングテーマ「薔薇は美しく散る」とエンディングテーマ「愛の光と影」のTVサイズバージョンにも収録されている。ディスクジャケットについている帯は「華麗なオスカルのカラーポスター付!!」と書いている。
1994年、「ベルサイユのばら オリジナル・サウンドトラック 薔薇は美しく散る」とともに2枚のアルバムを1枚のCDに収録されている。

## 曲目リスト
| SIDE-1： 1. 薔薇は美しく散る M2 [1:36] 2. BGM(1) [3:39] ベルサイユの朝 [1:32] オスカルの誕生 [1:05] 時代の流れ D [1:05] 3. 麗しき人よ [2:49] 4. BGM(2) [3:44] 宮廷の情景 M13 [1:22] ファンファーレ [0:12] 歴史的 B [1:17] 舞踏会 [0:53] 5. BGM(3) [4:06] 愛の告白 [1:40] ショック B [0:03] 哀しみ M4 [2:23] 6. BGM(4) [3:53] 歴史的 C [1:15] 蠢めく陰謀 [1:23] 結ばれた友情 [1:15] |  | SIDE-2： 1. BGM(5) [2:23] 変奏 A [0:57] 甘く悲しく流れて [1:20] ショック F [0:06] 2. BGM(6) [2:34] 革命 M3 [1:18] 死の予感 [1:16] 3. BGM(7) [4:08] 戦い M19 [0:51] 変奏 B [1:16] 別れ [2:01] 4. BGM(8) [2:59] やすらぎの時 [0:59] 時代の流れ B [2:00] 5. 優しさの贈り物 [3:09] 6. 愛の光と影 M2 [1:10] |